# Harzburg

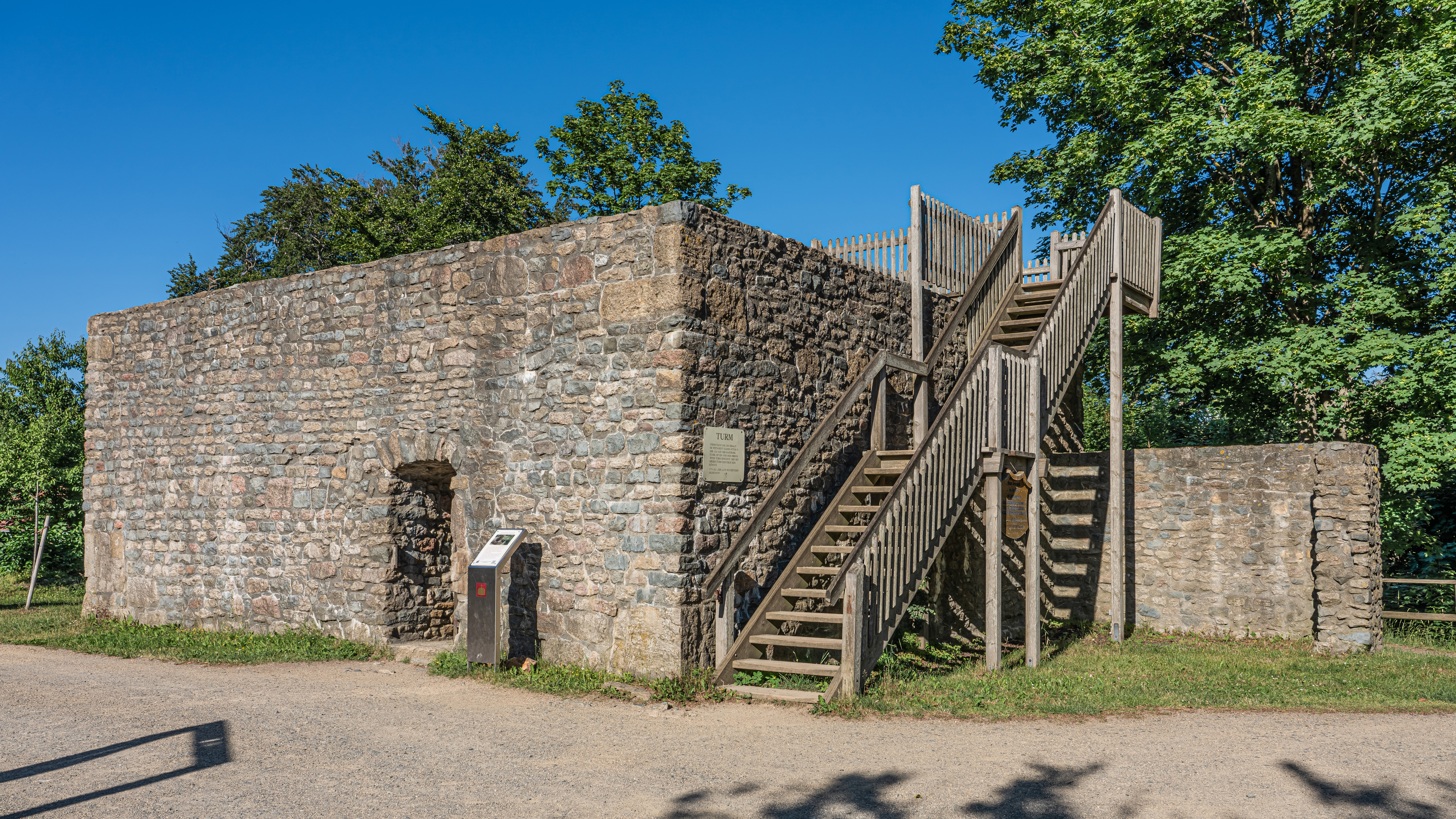
Vista dei resti del castello Harzburg

L'Harzburg, chiamato anche Große Harzburg ("Grande castello di Harz"), è un ex castello imperiale, situato sul margine nord-occidentale della catena montuosa dello Harz, che domina la località termale di Bad Harzburg nel distretto di Goslar nello stato della Bassa Sassonia, in Germania. Fu eretto dal 1065 al 1068 per volere del re Enrico IV di Germania, offeso durante la ribellione sassone nel 1073-75, e un secolo dopo ricostruito sotto l'imperatore Federico Barbarossa e il suo successore Ottone IV, che qui morì nel 1218.
In seguito adibito a tana di un barone brigante, il castello collinare è crollato in rovina nel corso dei secoli. Oggi è quasi completamente scomparso; si conservano solo frammenti delle mura di fondazione e delle torri insieme al pozzo del castello.

## Descrizione

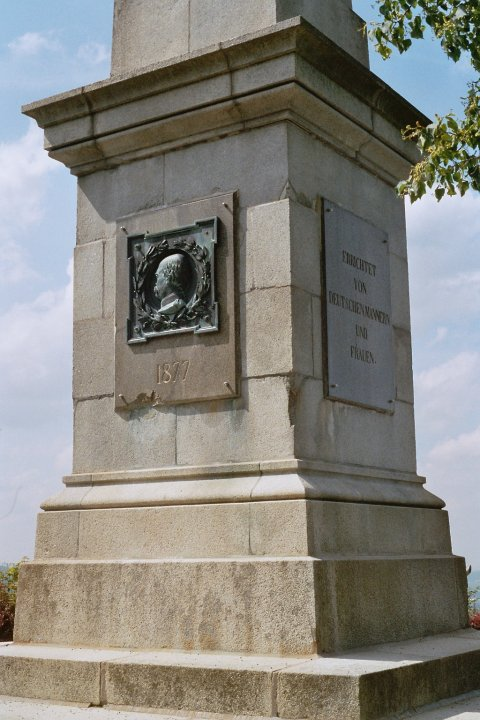
Colonna Canossa con targa commemorativa di Bismarck

Le rovine del Große Harzburg si trovano sopra la città termale e la valle di Radau, in cima alla collina del Großer Burgberg ad un'altezza di 482,80 metri. La vetta è raggiungibile con la funivia Burgberg e offre una vista eccezionale oltre la vicina vetta del Kleiner Burgberg (436,50 m) a nord-ovest sullo Harz settentrionale con la catena montuosa di Harly e fino alla pianura della Germania settentrionale. Verso sud, la vista spazia sulle montagne boscose del Parco Nazionale dell'Harz fino al massiccio del Brocken.
I resti delle mura sulla vetta del Großer Burgberg sono aperti al pubblico. La storia del castello e dei suoi resti sono spiegati su pannelli informativi nel sito. Il castello aveva due diversi bergfried; quello quadrato è stato parzialmente ricostruito in epoca moderna. Una caratteristica interessante è l'ampio fossato scavato nella roccia che separa il complesso del castello in un'ala est e una ovest, collegate da un moderno ponte in pietra. Il pozzo del castello attingeva acqua potabile dalla vicina Sachsenbrunnen, una sorgente chiusa nel bosco. In epoca medievale, l'acqua veniva trasferita per diverse centinaia di metri in tubi di legno.
Il punto panoramico sul bordo settentrionale dell'altopiano del castello è segnato dalla colonna Canossa, alta 19 m, eretta nel 1877 durante il conflitto tedesco Kulturkampf in onore del cancelliere Otto von Bismarck nell'800º anniversario della passeggiata di re Enrico IV a Canossa. Inoltre, l'ex parco del castello comprende l'olmo di Bismarck di oltre duecento anni, una sala commemorativa di racconti popolari dello Harz eretta dal 1928 al 1932, una statua moderna del presunto dio pagano Krodo e un ristorante.
A nord, sulla vicina collina di Kleiner Burgberg, si trovano i resti del cosiddetto belvedere Kleine Harzburg ("Piccolo castello di Harz"), e ad est sul vicino Sachsenberg sono le tracce di un bastione, forse costruito dal ribelli sassoni per assediare il Große Harzburg.